# Fify
Studencki Klub Turystyczny Politechniki Gdańskiej „FIFY” – klub turystyczny istniejący od 1964 roku. Słowo „fifa” w języku kaszubskim oznacza wesołka, wagabundę i troszkę psotnika, kogoś za swoją wesołość ogólnie lubianego. Klub zrzesza studentów Politechniki Gdańskiej oraz innych uczelni Wybrzeża, a także osoby, które nie są studentami. Osoby najbardziej zaangażowane w pracach Klubu zostają wyróżnione odznaką zwaną „blachą”. Do tej pory przyznano 370 „blach”.

## Działalność
W SKT PG „FIFY” uprawia się różne rodzaje turystyki. Do najbardziej popularnych należą: piesza, rowerowa, kajakowa i narciarska. Organizowane są obozy, rajdy, wyjazdy (krajowe i zagraniczne). W czasie istnienia Klubu jego członkowie dotarli na wszystkie kontynenty, z Antarktydą włącznie. Do stałych i najbardziej popularnych imprez turystycznych organizowanych przez Klub należą rajdy: wiosenny „Pierwiosnki” oraz jesienny „Opadające Liście”.

### Bazuna
Rokrocznie od 1969 klub FIFY organizuje Ogólnopolski Turystyczny Przegląd Piosenki Studenckiej Bazuna. Jest to największe takie wydarzenie gdańskiego środowiska studenckiego. Pierwsze edycje „Bazuny” odbyły się w gdańskim klubie Żak i w Hali Stoczni. Tradycyjnie jednak Przegląd jest imprezą plenerową, odbywającą się na tle naturalnej scenerii leśnej. Spośród prezentowanych w konkursie utworów wybierana jest „Rajdowa Piosenka Roku”. W koncertach nocnych występują zespoły reprezentujące różne gatunki muzyki. Bazuna zajmuje ugruntowaną pozycję wśród znanych imprez ogólnopolskich. Jej laureaci odnoszą też sukcesy na innych festiwalach. Na Bazunie zadebiutowały m.in. takie zespoły jak Wały Jagiellońskie i Babsztyl. Uczestnicy, goście i widzowie zjeżdżają się z całej Polski.

### Kurs Organizatora Turystyki
Każdego roku klub FIFY prowadzi Kurs Organizatora Turystyki. Składa się on z części wykładowej i praktycznej. Tematyka kursu obejmuje następujące zagadnienia: metodyka organizowania imprez turystycznych, finanse, pierwsza pomoc, turystyka kwalifikowana, geografia turystyczna Polski, geografia Pomorza Gdańskiego, terenoznawstwo, przyroda Polski, architektura. Kurs kończą egzaminy z zakresu zagadnień poruszanych na wykładach oraz obóz wędrowny w Bieszczadach.
Poza uprawnieniami organizatora turystyki z klubem można zdobywać wiele innych odznak i uprawnień turystyki kwalifikowanej.